# Episodi di Il commissario Köster (trentaduesima stagione)
La trentaduesima stagione della serie televisiva Il commissario Köster è stata trasmessa in prima visione in Germania da ZDF dal 7 marzo al 26 settembre 2008.
| n. | Titolo originale                        | Titolo italiano           | Prima TV Germania | Prima TV Italia |
| -- | --------------------------------------- | ------------------------- | ----------------- | --------------- |
| 1  | Doppelspiel                             | Doppio gioco              | 7 marzo 2008      | 30 agosto 2009  |
| 2  | Bei Einbruch Mord                       | L'inganno                 | 14 marzo 2008     |                 |
| 3  | Polizistenmord                          | Morte di una poliziotta   | 21 marzo 2008     |                 |
| 4  | Tot und vergessen                       | La baita                  | 28 marzo 2008     |                 |
| 5  | Die Nacht kommt schneller als du denkst | Due delitti inutili       | 2 maggio 2008     |                 |
| 6  | Ein Mörder in unserem Dorf              | Omicidio nel borgo        | 9 maggio 2008     |                 |
| 7  | Wiedersehen mit einer Toten             | Il segreto di Elke        | 16 maggio 2008    |                 |
| 8  | Reise in den Tod                        | In viaggio verso la morte | 23 maggio 2008    |                 |
| 9  | Sanft entschlafen                       | Un dolce addormentarsi    | 30 maggio 2008    |                 |
| 10 | Mitten ins Herz                         | Dritto al cuore           | 5 settembre 2008  |                 |
| 11 | Das zweite Kreuz                        | La seconda croce          | 12 settembre 2008 |                 |
| 12 | Opfer Nummer Vier                       | Il compagno di scuola     | 19 settembre 2008 |                 |
| 13 | Das Dunkel hinter Deiner Tür            | Il buio dietro la porta   | 26 settembre 2008 |                 |